# Ampelisca toulemonti
Ampelisca toulemonti är en kräftdjursart som beskrevs av Dauvin och Bellan-santini 1982. Ampelisca toulemonti ingår i släktet Ampelisca och familjen Ampeliscidae. Inga underarter finns listade i Catalogue of Life.